# Are You In?
«Are You In?» —en español: «¿Estás dentro?»—  es el cuarto sencillo de Incubus perteneciente al álbum Morning View. En Nueva Zelanda alcanzó su punto máximo en el número 5 y fue certificado oro. 
La canción en sí tiene elementos de diferentes estilos en el mismo, incluyendo el jazz y la música swing. Las notas para el álbum no contienen la letra de esta canción (que todas las demás canciones tienen), muy probablemente debido a que hay muy pocas letras. Aunque las palabras son muy simples, se ha convertido en un favorito de los fanáticos y un elemento básico en actuaciones en directo.

## Significado
Muchos han especulado sobre el significado de la canción; muchos han encontrado que «¿Está usted en?» puede referirse a lo que el oyente quiere que signifique, aunque en el caso del video, se refiere a un club de swingers. Varios de ellos han pensado en las referencias de canciones de fumar marihuana. 
Brandon Boyd declaró en una entrevista que la canción nació desde el inicio de un atasco en la casa de Morning View tras una discusión que la banda tuvo. Alguien comenzó la ranura y sin hablar, cada miembro se unió a uno por uno. Brandon dijo que luego pasó por la habitación con el micrófono apuntando a sus compañeros de banda y cantando «Es mucho mejor cuando todo el mundo...¿esta usted en?»

## Video musical
Un video musical fue hecho, a pesar de que no ganó mucho reconocimiento. El video muestra a la banda que llegan y luego realizando en lo que parece ser un club de swingers. El estilo de música, así como el video podrían sugerir que la canción es también de ser «en» o «abierta» sobre tirándole.

## Lista de canciones
Sencillo en CD (Australia)
1. «Are You In?»
2. «Are You In?» (Paul Oakenfold Remix)
3. «Wish You Were Here» (Live)
4. «Warning» (Live)
5. «Stellar» (Live)

## Posicionamiento en listas

### Listas semanales
Alemania (Media Control AG) 
72
| Listas (2002)                      | Mejor posición |
| ---------------------------------- | -------------- |
| Australia (ARIA)                   | 38             |
| Chile (Chile Top 20)               | 2              |
| Italia (FIMI)                      | 37             |
| Países Bajos (Mega Single Top 100) | 86             |
| Nueva Zelanda (Recorded Music NZ)  | 5              |
| Reino Unido (UK Singles Chart)     | 34             |

### Certificaciones
| País          | Certificación | Ventas |
| ------------- | ------------- | ------ |
| Nueva Zelanda | Oro           | 7500+  |